# Paulinus z Yorku
Svatý Paulinus z Yorku (zemřel 10. října 644) byl římský křesťanský misionář a první yorský biskup. Paulinus byl členem mise vyslané papežem sv. Řehořem Velikým roku 601, jež měla za cíl obrátit pohanské Anglosasy od jejich náboženství ke křesťanství; Paulinus do Anglie dorazil roku 604 s druhou misionářskou vlnou, o jejíž činnosti během následujících dvou desetiletích se ví jen málo.
Po několika letech strávených v Kentu byl Paulinus vysvěcen na biskupa, pravděpodobně roku 627. Doprovázel Æthelburgu z Kentu, sestru kentského krále Eadbalda, na cestě do Northumbrie, kde měla být provdána za krále Edwina, jehož později Paulinus pokřtil. Paulinus christianizoval mnohé z Edwinových poddaných a vybudoval několik kostelů; jedna z žen, jež byla Paulinem pokřtěna, byla Hilda z Whitby, která byla později svatořečena. Po Edwinově smrti Paulinus a Æthelburg opustili Northumbrii, nechajíce tam člena Paulinova kněžského sboru sv. Jakuba Jáhna. Paulinus se vrátil do Kentu, kde se stal rochesterským biskupem. Po své smrti roku 644 byl prohlášen za svatého.

## Mládí
Paulinus byl mnich pocházející z Říma a byl pravděpodobně rodilým Italem. Roku 601 byl vyslán papežem sv. Řehořem Velikým s druhou skupinou gregoriánské misie, kde se také nacházeli osobnosti jako Mellitus, Justus, Rufinianus a další, do království Kent, kde misionáři měli za úkol christianizovat Anglosasy. Do Anglie misionáři dorazili roku 604, nicméně o Paulinových aktivitách v Kentu se dnes neví téměř nic.
Paulinus zůstal v Kentu až do roku 625, kdy byl 21. července Justem, arcibiskupem z Canterbury, vysvěcen na biskupa. Paulinus byl součástí doprovodu křesťanské princezny Æthelburgy (sestry kentského krále Eadbalda) do Northumbrie, kde se měla provdat za pohanského krále Edwina. Ten své nastávající nevěstě přislíbil, že si bude moci ponechat svou křesťanskou víru. Beda Ctihodný, jenž působil na počátku 8. století, napsal, že Paulinus si přál Northumbriany obrátit na křesťanství, stejně jako zůstat v náboženských službách nové královny.
Je obtížné s pomocí Bedovy chronologie určit datum svatby Æthelburgy a krále Edwina, protože papežova korespondence Edwinovi, ve které papež krále vybízí k přijetí křesťanství, naznačuje, že kentský král Eadbald křesťanství přijal teprve před nedlouhou dobou, což je s Bedovou chronologií v rozporu. Podle historika D. P. Kirbyho proto museli Paulinus a Æthelburga do Northumbrie dorazit před rokem 624 a Paulinus by tak ještě nebyl biskupem, ale pouze knězem, čímž by se kvůli vysvěcení musel vrátit zpět; ke Kirbyho závěrům se přiklání i profesor Henry Mayr-Harting. Naproti tomu anglický historik Peter Hunter Blair tvrdí, že Æthelburga a Edwin byli oddáni ještě před rokem 625, nicméně Æthelburga dorazila do Northumbrie až v roce 625. Pokud by byly přijaty Kirbyho argumenty, pak by se datum Paulinova biskupského vysvěcení muselo posunout o rok, na 21. července 626.
Sv. Beda Paulina popisuje jako „muže vysoké postavy, trochu shrbeného s černými vlasy a hubeným obličejem, úzkým orlím nosem, jenž budil úctu a zároveň naháněl strach“. Beda tento popis pravděpodobně převzal od Jakuba Jáhna, jednoho z Paulinových společníků, který byl v Bedově době stále naživu.

## Biskup z Yorku

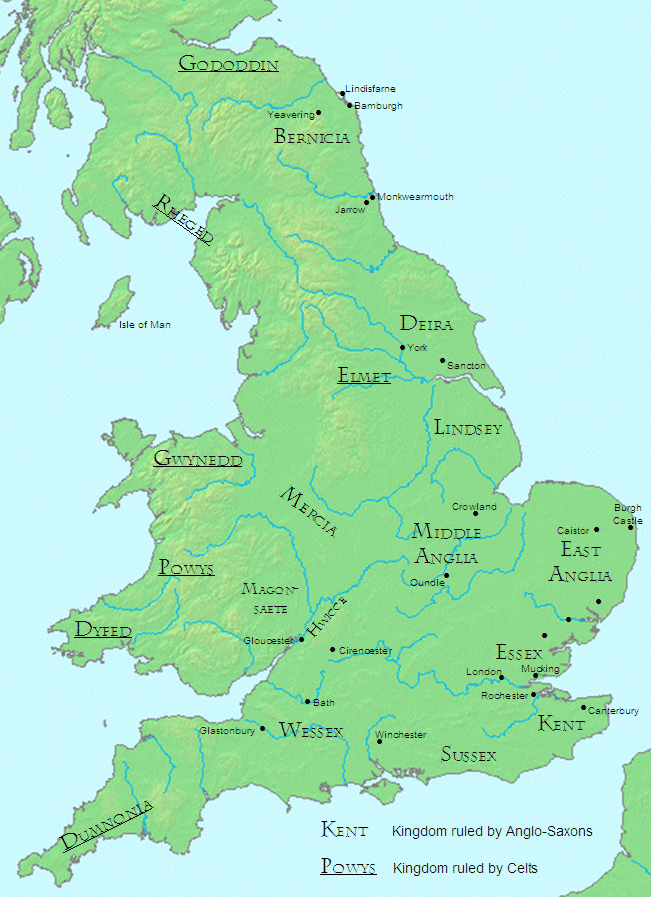
Anglosaská království kolem roku 600

Podle sv. Bedy Paulinus Edwinovi řekl, že narození jeho a Æthelburginy dcery bylo vyslyšení jeho modliteb. Narození princezny a zmařený pokus o atentát na krále skupinou Západních Sasů z Wessexu bylo zobrazováno na mincích. Edwin přislíbil přestoupit na křesťanství a dovolil, aby jeho dcera Eanflæd byla pokřtěna, pokud Northumbrie dobude vítězství nad Wessexem. Svůj slib král nesplnil úplně, protože po svém následném triumfu nad Západními Sasy křesťanství nepřijal a přestoupil na něj až poté, co mu Paulinus vyložil detaily snu, který Edwin měl ještě před nástupem na trůn během exilu na dvoře východoanglického krále Rædwalda. V Edwinově snu, podle výkladu sv. Bedy, cizinec Edwinovi pověděl, že v budoucnu bude mocný, jestliže někdo položí ruku na jeho hlavu. Protože Paulinus tento sen králi vyložil, položil vzápětí svou ruku na Edwinovu hlavu, což byl důkaz, který Edwin potřeboval. Pozdější hagiografie Řehoře Velikého z konce 7. století uvádí, že Paulinus byl přesně tím cizincem, jež se zjevil ve snu. Pokud by to byla pravda, dalo by se uvažovat i o možnosti, že Paulinus strávil nějaký čas na Rædwaldově dvoře, ačkoliv Beda se o žádné takové návštěvě nezmiňuje.

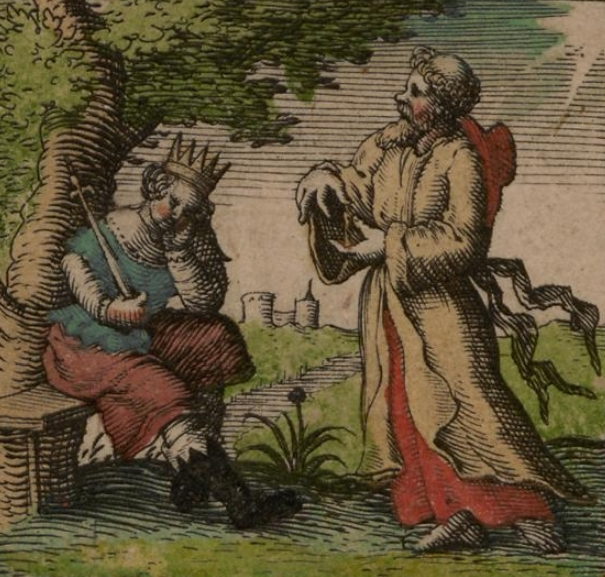
Paulinus z Yorku a král Edwin, raně novověká iluminace

Je nepravděpodobné, že se jednalo o nadpřirozený jev a samotný Paulinův výklad snu měl za následek Edwinův křest. Zdá se, že northumbrijští velmoži byli christianizaci nakloněni a sám král přijal dopisy od papeže Bonifáce IV., v nichž Edwina vyzýval k přijetí křesťanství. Edwin a mnozí jeho stoupenci byli nakonec pokřtěni v Yorku roku 627. Podle jedné z legend během pobytu Edwina a Æthelburgy v jejich paláci v Yeaveringu Paulinus strávil celých 36 dní křtěním nových proselytů. Paulinus byl v Lindsey také aktivním misionářem. Po této misijní činnosti král Paulina učinil prvním yorským biskupem.
Plán papeže Řehoře Velikého počítal s tím, že se York stane druhým anglickým metropolitním městem a tak zde Paulinus založil kostel. Ačkoliv kostel byl postaven z kamene, nebyly nalezeny žádné jeho pozůstatky. Paulinus také postavil množství kostelů v dalších královských sídlech, např. jeho kostel v Lincolnu v hrabství Lincolnshire byl ztotožněn s nejranější stavební fází kostela sv. Pavla.
Mezi dalšími pokřtěnými byla Hilda, pozdější představená Whitbyjského opatství, stejně jako její nástupkyně, Edwinova dcera Eanflæd. Jako jediný italský biskup v Anglii Paulinus vysvětil na biskupa jiného člena gregoriánské misie, Honoria, jenž se po smrti Justa, někdy v letech 628–631, stal arcibiskupem z Canterbury.

## Biskup z Rochesteru

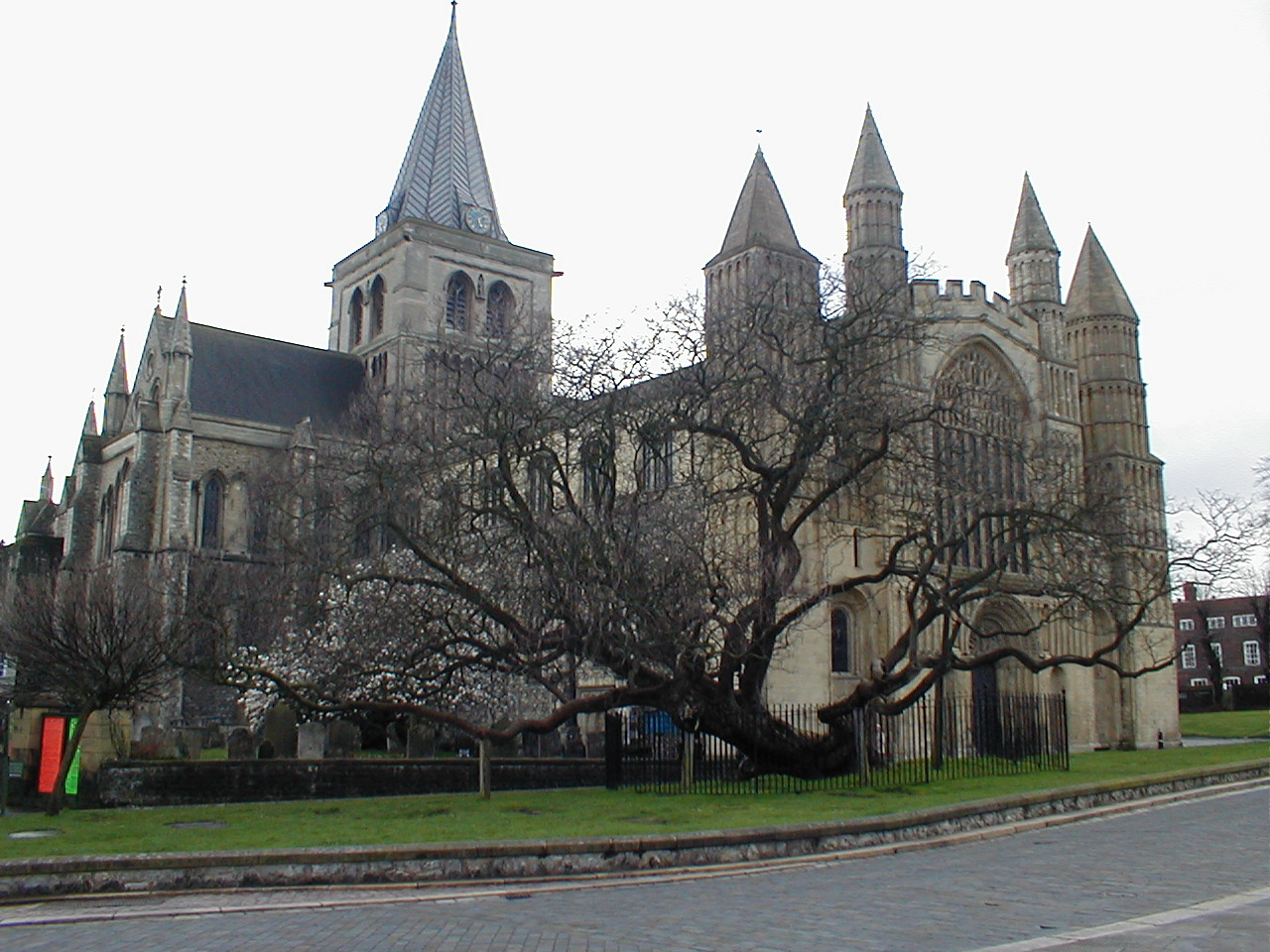
Rochesterská katedrála

Roku 633 byl Edwin Northumbrijský v bitvě na Hatfield Chase Velšany poražen a zabit, podle tradice se tak stalo 12. října. Ohledně datace bitvy však existuje určitá nejasnost; totiž papež Honorius I. v červnu 634 napsal Paulinovi a arcibiskupovi Honoriovi dopis, v němž uváděl, že oběma poslal papežský symbol pallium. Papežův dopis vůbec nenaznačuje, že by zprávy o Edwinově smrti dorazily do Říma ani devět měsíců po tradičním datu bitvy na Hatfield Chase. Podle D. P. Kirbyho tento nedostatek informací ukazuje na to, že bitva se odehrála spíše až v roce 634.
Po Edwinově porážce a smrti se jeho království rozpadlo nejméně na dvě části. Edwinovi nástupci také začali prosazovat zpět tradiční pohanství a křesťanství tak v Northumbrii upadalo. Ačkoliv Paulinův jáhen Jakub na severu zůstal, aby znovuzískal ztracené pozice římské mise, vdova po Edwinovi se rozhodla pro návrat do Kentu, kam jí následovali její a Edwinovi potomci a vnoučata, stejně jako Paulinus. Dva z northumbrijských princů se uchýlili hledat azyl do Evropy, na dvůr franského krále Dagoberta. Æthelburga, Eanflæd a Paulinus zůstali v Kentu, kde Paulinovi bylo nabídnuto biskupství v Rocherstru, které spravoval až do své smrti. Protože papežské pallium nestihlo dorazit dříve, než Paulinus opustil York, Paulinus jej nikdy neužíval.

## Smrt a kanonizace

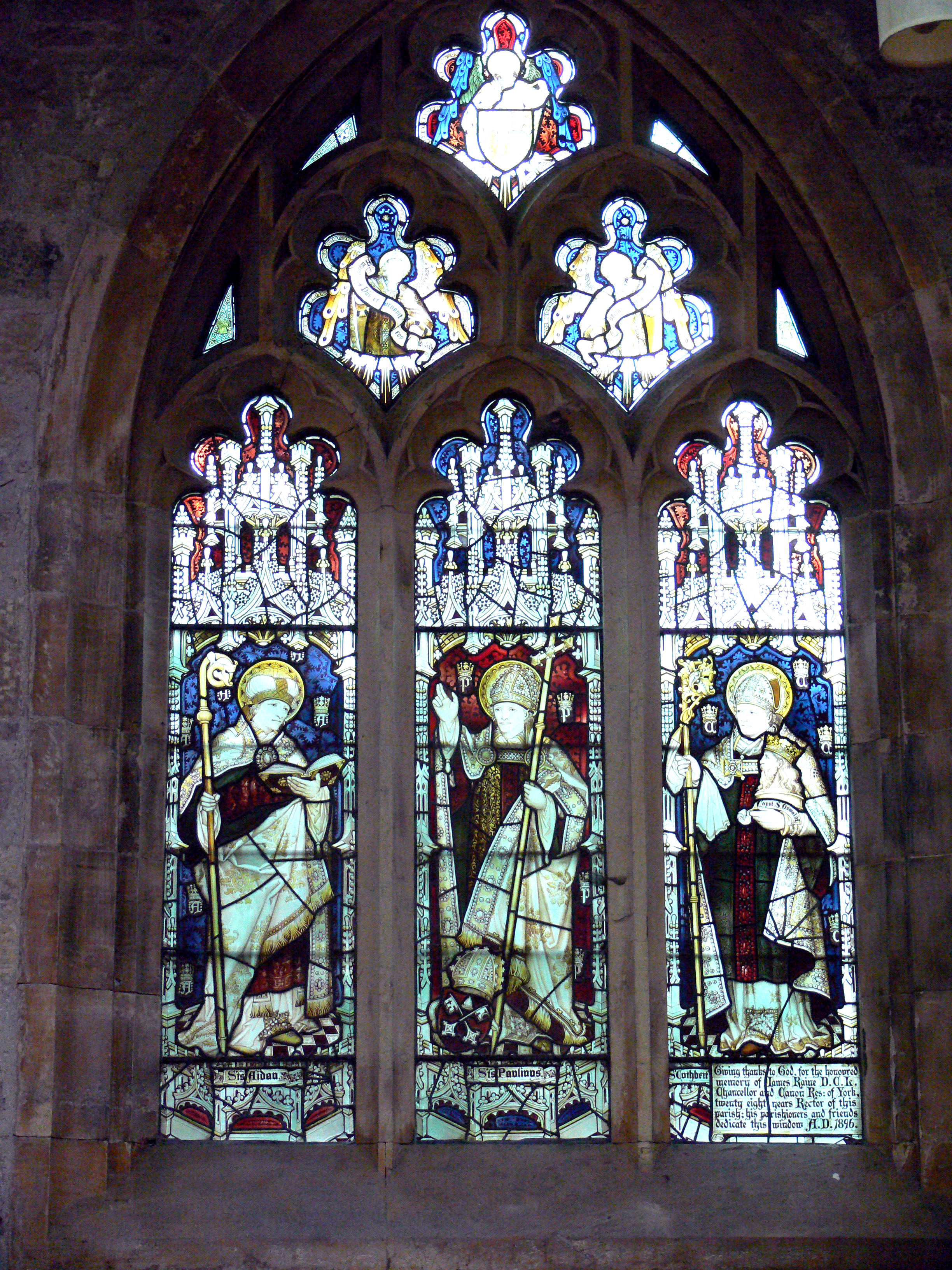
Zdobené okno v Kostele všech svatých v Yorku. Zleva: Aidan z Lindisfarne, Paulinus z Yorku a Cuthbert z Lindisfarne

Paulinus zemřel 10. října 644 v Rochestru, kde byl také v sakristii zdejšího kostela pohřben. Jeho nástupcem na biskupském stolci se stal Ithamar, první rodilý Angličan vysvěcený gregoriánským misionářem.
Po své smrti byl Paulinus prohlášen za svatého, jeho svátek připadal na 10. října, den výročí jeho smrti. Když byl v 80. letech 11. století v Rochesteru vybudován nový kostel, Paulinovy relikvie byly do něho přeneseny v novém relikviáři. Paulinovy ostatky spočívají také v Canterbury a dalších nejméně pěti kostelech, které mu byly zasvěceny. Ačkoliv Rochester držel některé z Paulinových relikvií, jeho kult nabyl na významu až po dobytí Anglie Normany roku 1066. Paulinus z Yorku je považován za svatého jak římskokatolickou, tak anglikánskou církví.
Paulinovo misionářské úsilí je obtížné hodnotit; sv. Beda naznačuje, že Paulinova mise do Northumbrie byla úspěšná, nicméně pro to není jednoznačný důkaz a tak je pravděpodobnější, že Paulinovy snahy byly spíše bezvýsledné. Jeden z konvertitů, jehož Paulinus pokřtil, deirský král Osrik a jeden z Edwinových nástupců, po Edwinově smrti křesťanství opustil a vrátil se k pohanství. Naproti tomu Hilda z Whitby si křesťanskou víru ponechala a nakonec se stala abatyší vlivného Whitbyjského opatství. Christianizaci Northumbrie dokončili převážně iroskotští misionáři obrácením Edwinova konečného nástupce Oswalda.